# Curioso come George: Sorpresa a Natale
Curioso come George: sorpresa a Natale (Curious George: A Very Monkey Christmas) è un film d'animazione per la televisione del 2009 diretto da Scott Heming, Cathy Malkasian e Jeff McGrath. 

## Trama
È quasi Natale e George e Ted non vedono l'ora che arrivi, quindi decidono di dedicare quei giorni facendo qualcosa per far sì che il tempo voli, ma c'è un problema: George ha realizzato una lista di natale indecifrabile all'uomo dal cappello giallo e non sa che regalo fargli, mentre si fa venire un'idea deve portare avanti i preparativi: compra un albero di Natale alla fattoria dei Renkins, la professoressa Wiseman realizza uno spargineve, George decide che sarà il regalo perfetto per Ted, ma va tutto storto. Partecipa allo spettacolo della vigilia di Natale di Betsy che canta alla fine una canzone dedicata a lui chiamandola "la scimmietta di natale". Quel pomeriggio Ted fa un sogno in cui l'orologiaio lo porta nel futuro in cui il portiere, la professoressa e lo chef Pischetti fanno per George una vita perfetta in cui lo capiscono, Ted alla fine si rende conto che ciò che voleva il suo amico erano i giocattoli nella vetrina del negozio di giocattoli. La mattina di Natale George si sveglia e mostra il regalo al suo amico: un rotolo di carta da regalo con sopra dei disegni che raccontano la storia del loro natale, alla fine anche lui aprirà i suoi regali.

## Doppiaggio
| Personaggio                     | Doppiatore originale                    | Doppiatore italiano   |
| ------------------------------- | --------------------------------------- | --------------------- |
| Ted (Uomo dal cappello giallo)  | Jeff Bennett                            | Oreste Baldini        |
| Signora dal cappello giallo     | Grey DeLisle                            | Laura Latini          |
| George                          | Frank Welker                            | Frank Welker          |
| Bill                            | Annie Mumolo                            | Flavio Aquilone       |
| Orologiaio                      | Rob Paulsen                             | Sandro Iovino         |
| Steve                           | E. G. Daily                             | Riccardo Suarez       |
| Betsy                           | Grey Delisle (voce) E. G. Daily (canto) | Elena Liberati        |
| Zia Margaret                    | B.J. Ward                               | Debora Magnaghi       |
| Professoressa Wiseman           | Rolanda Watts                           | Selvaggia Quattrini   |
| Portiere                        | Lex Lang                                | Vittorio De Angelis   |
| Hundley                         | Lex Lang                                | originale             |
| Churkie                         | Rob Paulsen                             | originale             |
| Jumpy, lo scoiattolo            | Jim Cummings                            | originale             |
| Polpetta                        | Debi Derryberry                         | originale             |
| Chef Pisghetti                  | Jim Cummings                            | Claudio Fattoretto    |
| Netti Pisghetti                 | Susan Silo                              | Widad Mohsen          |
| Venditore Negozio di giocattoli | Rob Paulsen                             | Vladimiro Conti       |
| Fruttivendolo                   | Clyde Kusatsu                           | Alessandro Ballico    |
| Figlio del fruttivendolo        | James Sie                               | Tito Marteddu         |
| Andie                           | E.G. Daily                              | Laura Nicolò          |
| Stig                            | Frank Welker                            | Carlo Scipioni        |
| Stew                            | Jeff Bennett                            | Massimiliano Virgilii |
| Narratore                       | Rino Romano                             | Massimo De Ambrosis   |

## Curiosità
- La sequenza in cui Ted osserva le vite alternative di George è ispirata al Canto di Natale di Charles Dickens e agli incontri di Scrooge con gli Spiriti del Natale.